# 12 de Octubre Football Club
Maillots
Le 12 de Octubre Football Club est un club paraguayen de football basé à Itauguá.

## Histoire
Le club est fondé en 1914, le nom est un hommage à l'arrivée de Christophe Colomb sur le continent américain.
À ses débuts, le club ne joue que des matchs amicaux, la situation économique n'étant pas bonne, de plus la guerre civile de 1922 freine le développement du club.
Avec la création de la ligue de football d'Itaugueña en 1924, le club commence à se structurer tout en restant amateur, dans les années 80 il domine le football régional.
En raison de son statut de champion de la région d'Itaugu, le club est invité en 1994 à participer au seul championnat national. Il termine à la 10e place, mais la ligue annule la participation des clubs de l'intérieur du pays qui doivent revenir à leur championnat régional.
En 1997 il est invité à participer au premier tournoi de la Division Intermédiaire (la deuxième division) en tant que représentant de sa ville et de l'intérieur du pays, cette même année il est sacré champion de cette division et à partir de 1998, il joue dans la première division de football paraguayen.
En 2002, le 12 Octubre remporte le titre de champion du tournoi de Clausura en étant le premier club de l'intérieur à remporter un titre national. Ce titre lui donne le droit de participer à la Copa Libertadores l'année suivante, au cours de laquelle il n'a pas réussi à passer le premier tour.
En 2009, le club est relégué en deuxième division, en 2011 il se retrouve en troisième division. Le club sera de suite promu et atteindra en 2014 de nouveau la première division, mais aussi vite qu'il a pu monter, aussi vite il est descendu pour se retrouver en 2016 de nouveau en troisième division.
La nouvelle remontée se fera en 2018, de la 3e à la 2e division, puis en 2019 vers la première division. Pour son retour, le 12 Octubre termine à la première place du championnat en 2020, mais sera éliminé lors des quarts de finale du championnat. Mais grâce à sa bonne saison le club se qualifie pour la Copa Sudamericana 2021.